# ارنو فالوا
ارنو فالوا (بالفرنسية: Arnaud Valois)‏ هو ممثل فرنسي، ولد في 29 فبراير 1984 في فرنسا.

## وصلات خارجية
- ارنو فالوا على موقع IMDb (الإنجليزية)
- ارنو فالوا على موقع ألو سيني (الفرنسية)
- ارنو فالوا على موقع قاعدة بيانات الفيلم (الإنجليزية)
- ارنو فالوا على موقع كينوبويسك (الروسية)